# 孤胆保镖
《捍衛天使》（德語：Schutzengel）是一部2012年德国动作电影，讲述了有关阿富汗战争老兵的故事。蒂尔·施威格担任本片的编剧、制片和导演，他和他的女儿露娜·施威格也担任本片的主演。

## 情节
妮娜（Nina）在柏林诺贝尔酒店中目击了她的初恋男友被枪杀，杀人者是一位军火制造和出口商托马斯（Thomas），而他的安全总管想让这起事件看起来像是自卫，以保住军火商的名誉。
妮娜参与了证人保护计划，即将出庭指证托马斯的谋杀行为。在等待出庭的过程中，她和保镖躲藏在一个安全屋中。然而安全屋的位置被洩露，安全屋遭遇到袭击。袭击者射杀了离开安全屋换班的保镖雷欧（Leo），拿到了进入安全屋所在大楼的磁卡，并用爆炸物炸开了房门，闯入了公寓。在接下来的枪战中，保镖麦克斯（Max）和海伦娜（Helena）成功杀死了所有入侵者并保护了妮娜，但海伦娜也在激战中伤重去世。麦克斯小心翼翼地将妮娜带出安全屋，在大街上再次遇到袭击并再次杀死袭击者。
麦克斯联系了警长亨利（Henri）并和他在地铁站会面。妮娜有糖尿病，因此亨利也为她带来了胰岛素。亨利命令麦克斯撤出此次证人保护计划，将妮娜交由另一支队伍保护，但是麦克斯作为经验丰富的阿富汗战争老兵，因为安全屋的位置被泄露，已经开始不信任警方。他解除了亨利的武装，将亨利拷在椅子上，带着妮娜离开了。
负责妮娜案子的检察官萨拉（Sara）与亨利在地铁站会面，在那里她才了解到麦克斯在当保镖之前曾在KSK特种部队服役过。亨利回到警局之后对麦克斯下了通辑令，并通知所有医院和药房，严格控制胰岛素的出售和使用。
麦克斯带着妮娜回到自己的公寓拾取补给。妮娜看到了麦克斯的自动应答机并播放了其中的留言，有个自称叫莉莉（Lilly）的女人留言祝麦克斯生日快乐，一切安好。正在此时，一队SWAT正在攻入麦克斯的公寓，然而麦克斯和妮娜成功地逃脱了，因为之前麦克斯报的地址是假的，他住在他所报地址的楼上。
晚上的时候麦克斯和妮娜在一家餐厅吃饭，当妮娜去卫生间时，进来一男一女两个巡逻警察，女警察去卫生间止鼻血。麦克斯去柜台想尽快结账离开，而男警察正在收银台上用笔记本查看通辑令。麦克斯意识到自己的身份即将暴露于是把男警察敲晕了。此时妮娜和女警察正从卫生间出来，女警察看到了情况与麦克斯双双拔枪对峙。在妮娜的一番劝说下，女警察终于放弃了抵抗。
麦克斯的前战友鲁迪（Rudi）开车将麦克斯和妮娜装在后备箱里逃离市中心。在出城的时候遭到了警察的盘问，而鲁迪没有腿这一点使得他免受了更仔细的检查而被放行。鲁迪将他们带到自己在郊区的家里，在那里妮娜了解到鲁迪的腿是踩到地雷后失去的。
第二天麦克斯进城找鲁迪的朋友偷点胰岛素，但是鲁迪的朋友说药房被严格看管了拿不到。正在此时一伙伪装成警察的人闯入了鲁迪的家搜寻麦克斯和妮娜。他们没有找到躲起来的妮娜，但是却在水池里发现了两份餐具。鲁迪见事情败露，便开枪射杀入侵者，但终究因没有双腿行动不便而中枪去世。麦克斯从城里回来了，杀死了剩余的入侵者，并在柜子里发现了因糖尿病发作而晕过去的妮娜。麦克斯开车将妮娜带到最近的诊所注册胰岛素。医生发现麦克斯受了枪伤而不肯接受治疗还偷拿胰岛素，报了警。
警察和追杀者同时来到了医院，三方展开了激烈的交火，麦克斯再次受伤，但依然和妮娜成功逃脱了。
两人在一家妓院租了一晚躲避追杀。麦克斯失血过多且伤口发炎，但是他拒绝去找医生。妮娜说麦克斯现在的状况已经无法保护她了，偷了辆车带着他去找莉莉。在路上妮娜因为年龄太小驾车再次被警察拦下，但是妮娜用手枪出其不意威胁了警察，并将警车打坏，成功逃脱。最终两人找到了莉莉，妮娜发现莉莉就是萨拉。在萨拉家里，麦克斯得到了救治。
麦克斯恢复力气之后，三人重返鲁迪的家将他安葬。在那里麦克斯终于明白他想要过没有纷争的生活，想和孤儿妮娜、前女友萨拉重组家庭。然而此时妮娜从窗口发现，又有一伙私人军队向鲁迪的房子接近，麦克斯将妮娜和萨拉从后门送出并告诉他们逃跑路线，自己留下来穿上鲁迪的防弹衣，拿起鲁迪的武器与来袭的私人军队决一死战。妮娜和萨拉成功逃脱，然而她们听到身后的枪声也停止了。
托马斯和他的安全主管谈笑风生，一边庆贺把证人除掉了，一边坐进了汽车，然而他们很快发现车里有炸弹，他们双双被炸死。
被托马斯收买的检察官和女儿在柏林的街道上走着，他在街头电视里得知了汽车炸弹的事件。随后他接到了麦克斯的电话，建议他放过麦克斯、妮娜和萨拉，将汽车炸弹事件伪装成军火交易中的冲突。电影的最后，麦克斯和妮娜、萨拉团聚了。